# Selección femenina de fútbol de Panamá
La selección femenina de fútbol de Panamá es el equipo nacional de fútbol que representa a Panamá en torneos y competencias internacionales femeniles como la Pre-Mundial Femenino de CONCACAF. Su organización está a cargo de la Federación Panameña de Fútbol, la cual está afiliada a la Concacaf.
Ha participado en cuatro ediciones del Campeonato Femenino de la Concacaf siendo el cuarto puesto logrado en la 2018 su mejor resultado hasta el momento. Se clasificó a un Mundial Femenino por primera vez tras ganar su llave en el Torneo de Repesca para la Copa Mundial de 2023.

## Historia

### Década del 2000
En 2002, Panamá se clasificó por primera vez para la Copa Oro Femenina de la CONCACAF después de asegurar uno de los dos lugares en la fase de clasificación de la Zona Centroamericana. Tuvieron un récord de 1 victoria y 2 derrotas en la Copa Oro Femenina de la CONCACAF 2002, pero no lograron clasificarse para la ronda eliminatoria.
Panamá volvió a clasificar para la Copa Oro Femenina en 2006 después de ganar su grupo de clasificación. Sin embargo, en el partido de la primera ronda, Panamá perdió 2–1 contra Jamaica y fue eliminado.

### Década del 2010
Panamá no participó en el torneo de Clasificación para la Copa Mundial Femenina de la CONCACAF 2010, ya que no se inscribieron en la clasificación de América Central.
En 2013, Panamá participó por primera vez en los Juegos Centroamericanos. Tuvieron un récord de una victoria y una derrota y avanzaron a las semifinales, donde perdieron ante Costa Rica. Panamá terminó en el cuarto lugar después de perder el partido por el tercer puesto contra Guatemala.
Panamá terminó en segundo lugar en su grupo en la Clasificación Centroamericana 2014 y no se clasificó para el Campeonato Femenino de la CONCACAF 2014, ya que solo el ganador del grupo avanzaba.
En los Juegos Centroamericanos de 2017, Panamá mejoró su resultado de hace cuatro años al vencer a El Salvador en penales y terminar en el tercer lugar.

#### Eliminatoria a Francia 2019

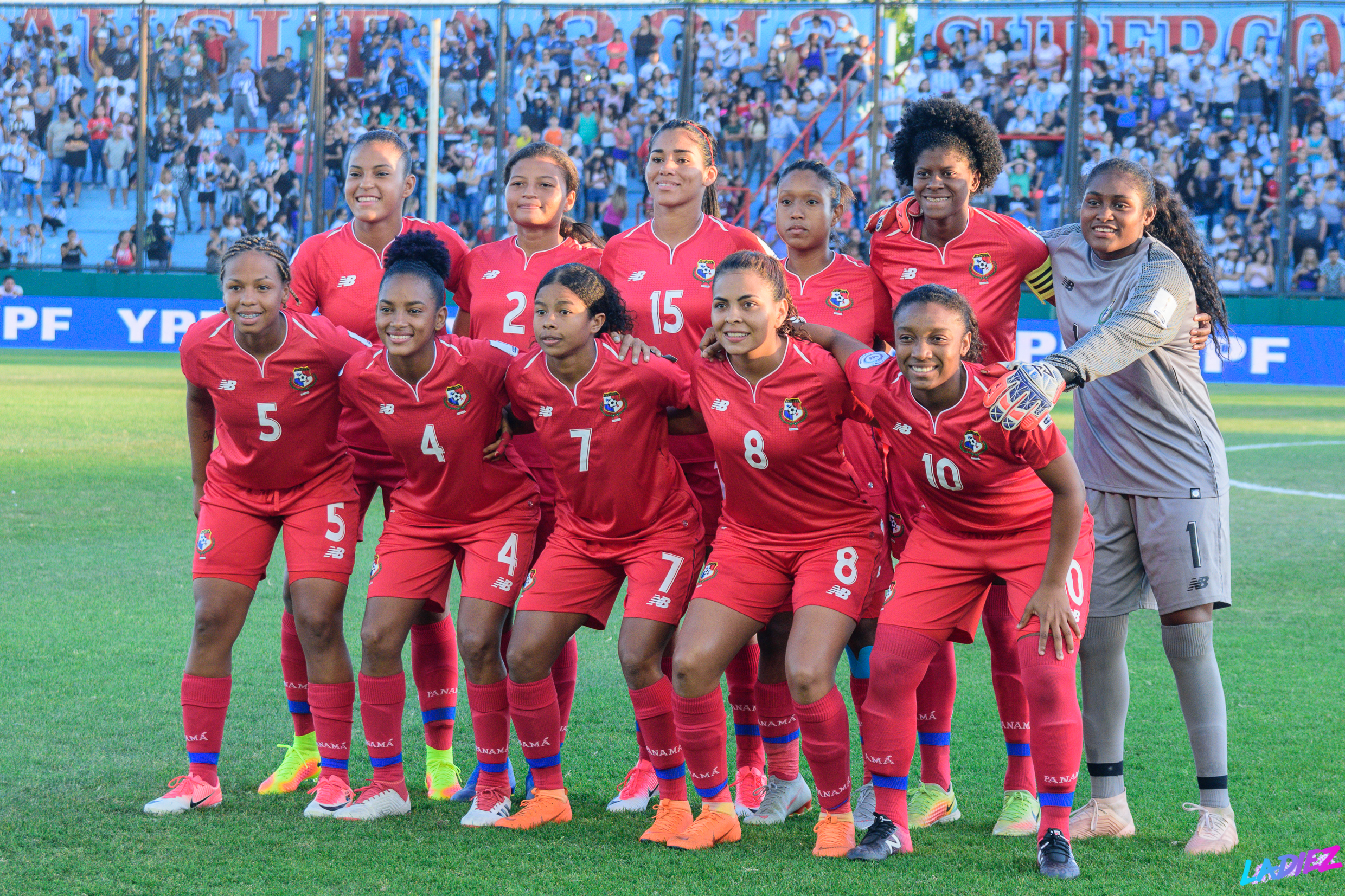
Panamá en el Partido de repechaje con Argentina, 2018

Panamá aseguró uno de los dos lugares disponibles en la Clasificación Centroamericana para el Campeonato Femenino de la CONCACAF 2018, lo que marcó su primera vez jugando en el Campeonato de la CONCACAF en 12 años. Panamá fue ubicado en el Grupo A, junto a Estados Unidos, México y Trinidad y Tobago.
Panamá comenzó el Campeonato Femenino de la CONCACAF 2018 con una victoria por 3-0 sobre Trinidad y Tobago. Sufrieron una derrota por 5-0 ante Estados Unidos en su segundo partido. La puntuación podría haber sido mucho peor si no fuera por la excelente actuación de la portera de 17 años, Yenith Bailey, quien realizó varias atajadas importantes contra Estados Unidos, que tuvo 18 tiros a puerta. Panamá aseguró su lugar en las semifinales al derrotar a México por 2-0 en su último partido de grupo. Bailey una vez más realizó algunas atajadas importantes, incluido el bloqueo de un penal en la primera mitad. Panamá fue derrotado por Canadá por 7-0 en las semifinales, pero avanzaron al partido por el tercer lugar, donde una victoria les aseguraría un lugar en la Copa Mundial Femenina de la FIFA 2019. Después de perder el partido por el tercer lugar contra Jamaica en penales, Yenith Bailey fue escogida como la mejor portera del campeonato, Panamá jugó contra Argentina en el repechaje CONCACAF-CONMEBOL para asegurar un lugar en Francia 2019, pero fue eliminado de la clasificación después de perder por 1-5 ante las argentinas en el global.

### Década de 2020

#### Eliminatoria a Australia/Nueva Zelanda 2023
La selección panameña inició su lucha para su participación inédita en el mundial en el grupo D de la clasificatoria a la Copa Oro Femenina, junto a El Salvador, Barbados, Belice y Aruba. Panamá clasificó ganando a todos sus adversarios, con 24 goles hechos y ningún sufrido.
En el Campeonato Femenino de la Concacaf de 2022, Panamá cayó en el grupo B, al lado de Canadá, su rival Costa Rica y Trinidad y Tobago. En el torneo, debutó con derrotas para Costa Rica por 3-0 y Canadá por 1-0, pero le ganó a Trinidad y Tobago por 1-0, con gol de Marta Cox. La victoria permitió a Panamá jugar el torneo de repechaje para irse al Mundial.
En el repechaje, debutó con victoria ante Papúa Nueva Guinea por 2-0, y en la siguiente ronda le ganó 1-0 a Paraguay, llegando a su primera aparición en la Copa del Mundo y siendo la segunda selección centroamericana a participar del torneo, después de Costa Rica. En el torneo, Panamá se ubicó en el grupo F, junto a Francia, Brasil y Jamaica.

#### Mundial Australia/Nueva Zelanda 2023
La selección de Panamá femenina tuvo su primera participación en la Copa Mundial Femenina de 2023. Panamá perdió su primer partido 4-0 ante Brasil, en su segundo partido también lo pierde 1 a 0 contra Jamaica, En su último partido, perdieron 6-3 contra Francia, con goles de Marta Cox, Yomira Pinzón y Lineth Cedeño para Panamá. Aunque no lograron avanzar en el torneo, el equipo dejó una marca histórica al anotar su primer gol en un Mundial. Marta Cox anotó un impresionante gol de tiro libre a los 2 minutos del partido, convirtiéndose en uno de los goles destacados del torneo. A pesar de la derrota, el equipo panameño se despidió con la cabeza en alto y recibió una cálida recepción en Adelaide, Australia, donde se hospedaron durante el torneo.

#### Copa de Oro 2024
El 20 de septiembre de 2023 comenzó su Clasificación para la Copa Oro Femenina de la Concacaf de 2024 con victoria 0 a 3 contra Guatemala en el Estadio Pensativo con goles de Riley Tanner, Marta Cox y Carmen Montenegro.

## Uniforme
El uniforme oficial de la selección de Panamá se compone de camiseta, pantalones y medias de color rojo (de allí el apodo que recibe la selección: La Marea Roja).
Como dato curioso, los antiguos uniformes de la Selección presentaban el color azul, pero al pasar de los años este ha ido desapareciendo en el uniforme, hasta ser predominantemente rojo. Entre las últimas marcas utilizadas esta, Reebok para las eliminatorias de Francia 98, Kappa para las eliminatorias de Corea/Japón 02. La marca deportiva Lotto fue patrocinador desde las eliminatorias Alemania 06, hasta el 30 de marzo de 2015. En el año 2012 fue introducida el color azul como tercer uniforme alternativo de la selección panameña.
El 30 de marzo de 2015 se anuncia a New Balance como nuevo patrocinador de la selección de Panamá, y la primera, a nivel mundial (refiriéndose a selecciones) que viste mencionada marca. La primera categoría en estrenar la nueva vestimenta será la selección Sub-20.
| Equipación actual | (Ver evolución) | Equipación actual |

## Localía

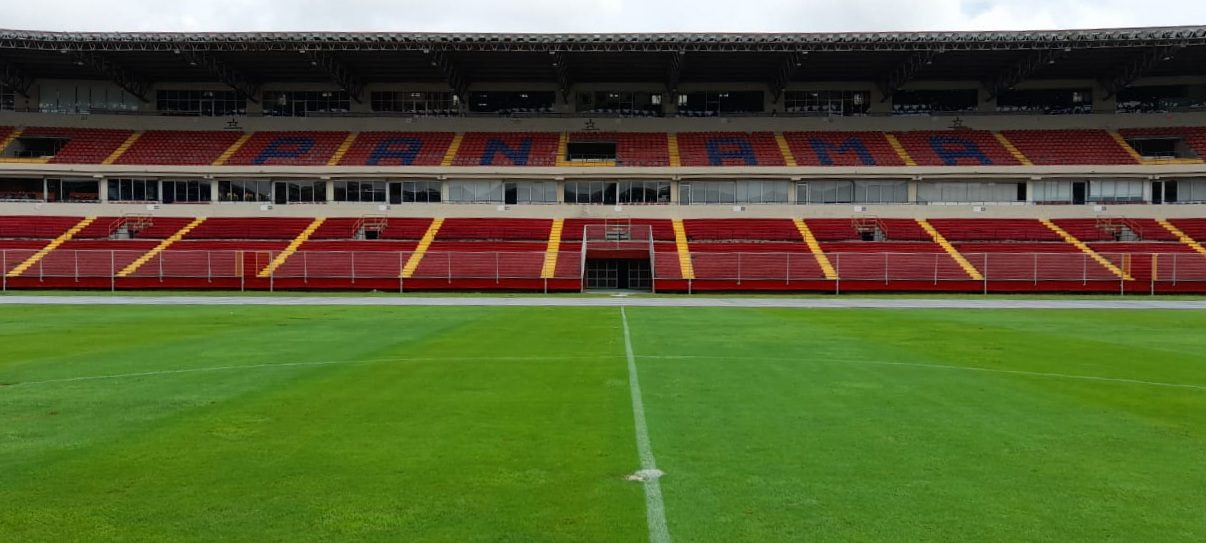
Estadio Rommel Fernández Gutiérrez.

La selección de Panamá juega sus partidos en el estadio Rommel Fernández Gutiérrez, que está situado en la ciudad de Panamá. También es usado para distintas disciplinas deportivas, pero principalmente para la realización de juegos de fútbol y LPF. Fue inaugurado el 6 de febrero de 1970, diseñado para albergar los XI Juegos Centroamericanos 1970. A través de nuevas reformas, logró alcanzar la actual capacidad de 32 000 espectadores, pero por motivos de seguridad se reduce a 26 000 espectadores.

## Últimos y próximos partidos
Actualizado al último partido jugado el 8 de julio de 2025
| Fecha      | Ciudad           | Local      | Resultado | Visitante | Competición      |
| ---------- | ---------------- | ---------- | --------- | --------- | ---------------- |
| 11-07-2024 | Managua          | Nicaragua  | 2:0       | Panamá    | Partido amistoso |
| 14-07-2024 | Diriamba         | Nicaragua  | 0:0       | Panamá    | Partido amistoso |
| 27-10-2024 | Alajuela         | Costa Rica | 0:1       | Panamá    | Partido amistoso |
| 30-10-2024 | San José         | Costa Rica | 0:2       | Panamá    | Partido amistoso |
| 27-11-2024 | Cancún           | Costa Rica | 1:2       | Panamá    | Partido amistoso |
| 03-12-2024 | Mérida           | México     | 1:1       | Panamá    | Partido amistoso |
| 05-04-2025 | Maneiro          | Venezuela  | 1:0       | Panamá    | Partido amistoso |
| 08-04-2025 | Maneiro          | Venezuela  | 1:1       | Panamá    | Partido amistoso |
| 29-05-2025 | Ciudad de Panamá | Panamá     | 2:0       | Bolivia   | Partido amistoso |
| 02-06-2025 | Ciudad de Panamá | Panamá     | 5:1       | Bolivia   | Partido amistoso |
| 05-07-2025 | Bunbury          | Australia  | 0:1       | Panamá    | Partido amistoso |
| 08-07-2025 | Perth            | Australia  | 3:2       | Panamá    | Partido amistoso |

## Última convocatoria
Lista de 23 jugadoras para disputar el partido de la Clasificación para la Copa Oro Femenina de la Concacaf de 2024 contra  Jamaica el 29 de noviembre.
| N.º          | Nombre               | Posición      | Edad    | Club                     |
| ------------ | -------------------- | ------------- | ------- | ------------------------ |
| 12           | Yenith Bailey        | Portera       | 23 años | Tauro FC                 |
| 1            | Valeska Domínguez    | Portera       | 26 años | Mario Méndez FC          |
| 22           | Farissa Córdoba      | Portera       | 36 años | Sporting SM              |
| 15           | Rosario Vargas       | Defensa       | 22 años | CD Monte                 |
| 21           | Nicole De Obaldía    | Defensa       | 25 años | Municipal Pérez Zeledón  |
| 4            | Katherine Castillo   | Defensa       | 29 años | Deportivo Cali.          |
| 5            | Yomira Pinzón        | Defensa       | 28 años | Sporting SM              |
| 3            | Wendy Natis          | Defensa       | 22 años | EC Bahia                 |
| 16           | Rebeca Espinosa      | Defensa       | 33 años | Sporting SM              |
| 23           | Carina Baltrip-Reyes | Defensa       | 27 años | SS Lazio                 |
| 2            | Hilary Jaén          | Defensa       | 22 años | UMass Lowell River Hawks |
| 14           | Carmen Montenegro    | Mediocampista | 23 años | Sporting SM              |
| 17           | Kenia Rangel         | Mediocampista | 29 años | LD Alajuelense           |
| 10           | Marta Cox            | Mediocampista | 28 años | CF Pachuca               |
| 20           | Aldrith Quintero     | Mediocampista | 23 años | FC Fleury 91             |
| 18           | Erika Hernández      | Mediocampista | 26 años | CD Plaza Amador          |
| 8            | Schiandra González   | Mediocampista | 29 años | Tauro FC                 |
| 11           | Natalia Mills        | Mediocampista | 32 años | LD Alajuelense           |
| 6            | Deysiré Salazar      | Mediocampista | 21 años | Tauro FC                 |
| 13           | Riley Tanner         | Mediocampista | 25 años | Washington Spirit        |
| 7            | Sherline King        | Delantera     | 19 años | Tauro FC                 |
| 19           | Katherine Parris     | Delantera     | 25 años | Maryland Terrapins       |
| 9            | Ana Quintero         | Delantera     | 20 años | Sporting SM              |
| Bandera de ? | Vacante              | Entrenador    | 38 años |                          |

## Técnicos de la selección de Panamá

### Directores técnicos
| Nombre             | Periodo         |
| ------------------ | --------------- |
| Christian Saborio  | 1999-2001       |
| Luis Carlos Tejada | 2001-2002       |
| Roberto Salas      | 2002-2003       |
| Kenneth Zseremeta  | 2003-2006       |
| Lizandro Barbaran  | 2006-2007       |
| Raiza Gutiérrez    | 2014-2017       |
| Víctor Suárez      | 2017-2019       |
| Raiza Gutiérrez    | 2019 (Interina) |
| Kenneth Zseremeta  | 2019-2020       |
| Ignacio Quintana   | 2020-2024       |
| María "Toña" Is    | 2024-Act.       |

### Cuerpo técnico
| Cuerpo Técnico     | Cuerpo Técnico                      | Cuerpo Técnico          | Cuerpo Técnico  |
| ------------------ | ----------------------------------- | ----------------------- | --------------- |
| Entrenador:        | Toña Is                             | Asistente técnico:      | Raiza Gutiérrez |
| Preparador físico: | Cecilio Woodruff                    | Preparador de arqueras: | Hugo Olmedo     |
| Médico:            | Luis Sevillano                      | Delegado:               | Gabriel Estrada |
| Fisioterapeuta:    | Juan Carlos Andrión Milagros Rivera | Utileros:               | Javier Vázquez  |

## Estadísticas

### Copa Mundial Femenina de Fútbol
| Edición | Resultado               | Posición                | PJ                      | PG                      | PE                      | PP                      | GF                      | GC                      |
| ------- | ----------------------- | ----------------------- | ----------------------- | ----------------------- | ----------------------- | ----------------------- | ----------------------- | ----------------------- |
| 1991    | No existía la selección | No existía la selección | No existía la selección | No existía la selección | No existía la selección | No existía la selección | No existía la selección | No existía la selección |
| 1995    | No existía la selección | No existía la selección | No existía la selección | No existía la selección | No existía la selección | No existía la selección | No existía la selección | No existía la selección |
| 1999    | No existía la selección | No existía la selección | No existía la selección | No existía la selección | No existía la selección | No existía la selección | No existía la selección | No existía la selección |
| 2003    | No clasificó            | No clasificó            | No clasificó            | No clasificó            | No clasificó            | No clasificó            | No clasificó            | No clasificó            |
| 2007    | No clasificó            | No clasificó            | No clasificó            | No clasificó            | No clasificó            | No clasificó            | No clasificó            | No clasificó            |
| 2011    | No participó            | No participó            | No participó            | No participó            | No participó            | No participó            | No participó            | No participó            |
| 2015    | No clasificó            | No clasificó            | No clasificó            | No clasificó            | No clasificó            | No clasificó            | No clasificó            | No clasificó            |
| 2019    | No clasificó            | No clasificó            | No clasificó            | No clasificó            | No clasificó            | No clasificó            | No clasificó            | No clasificó            |
| 2023    | Fase de grupos          | 31.º                    | 3                       | 0                       | 0                       | 3                       | 3                       | 11                      |
| 2027    | Por disputarse          | Por disputarse          | Por disputarse          | Por disputarse          | Por disputarse          | Por disputarse          | Por disputarse          | Por disputarse          |
| Total   | 1/9                     | 41.º                    | 3                       | 0                       | 0                       | 3                       | 3                       | 11                      |

### Campeonato Femenino de la Concacaf
| Edición | Resultado               | Posición                | PJ                      | PG                      | PE                      | PP                      | GF                      | GC                      |
| ------- | ----------------------- | ----------------------- | ----------------------- | ----------------------- | ----------------------- | ----------------------- | ----------------------- | ----------------------- |
| 1991    | No existía la selección | No existía la selección | No existía la selección | No existía la selección | No existía la selección | No existía la selección | No existía la selección | No existía la selección |
| 1993    | No existía la selección | No existía la selección | No existía la selección | No existía la selección | No existía la selección | No existía la selección | No existía la selección | No existía la selección |
| 1994    | No existía la selección | No existía la selección | No existía la selección | No existía la selección | No existía la selección | No existía la selección | No existía la selección | No existía la selección |
| 1998    | No existía la selección | No existía la selección | No existía la selección | No existía la selección | No existía la selección | No existía la selección | No existía la selección | No existía la selección |
| 2000    | No existía la selección | No existía la selección | No existía la selección | No existía la selección | No existía la selección | No existía la selección | No existía la selección | No existía la selección |
| 2002    | Fase de grupos          | 5.º                     | 3                       | 1                       | 0                       | 2                       | 5                       | 16                      |
| 2006    | Quinto lugar            | 5.º                     | 1                       | 0                       | 0                       | 1                       | 0                       | 2                       |
| 2010    | No participó            | No participó            | No participó            | No participó            | No participó            | No participó            | No participó            | No participó            |
| 2014    | No clasificó            | No clasificó            | No clasificó            | No clasificó            | No clasificó            | No clasificó            | No clasificó            | No clasificó            |
| 2018    | Cuarto lugar            | 4.º                     | 5                       | 2                       | 1                       | 2                       | 7                       | 14                      |
| 2022    | Fase de grupos          | 5.º                     | 3                       | 1                       | 0                       | 2                       | 1                       | 4                       |
| Total   | 4/11                    | 9.º                     | 12                      | 4                       | 1                       | 7                       | 13                      | 36                      |

### Copa Oro Femenina de la Concacaf
| Edición | Resultado      | Posición | PJ | PG | PE | PP | GF | GC |
| ------- | -------------- | -------- | -- | -- | -- | -- | -- | -- |
| 2024    | Fase de grupos | 11.º     | 3  | 0  | 0  | 3  | 1  | 13 |
| Total   | 1/1            | 11.º     | 3  | 0  | 0  | 3  | 1  | 13 |

### Juegos Panamericanos
| Edición | Resultado               | Posición                | PJ                      | PG                      | PE                      | PP                      | GF                      | GC                      |
| ------- | ----------------------- | ----------------------- | ----------------------- | ----------------------- | ----------------------- | ----------------------- | ----------------------- | ----------------------- |
| 1999    | No existía la selección | No existía la selección | No existía la selección | No existía la selección | No existía la selección | No existía la selección | No existía la selección | No existía la selección |
| 2003    | No participó            | No participó            | No participó            | No participó            | No participó            | No participó            | No participó            | No participó            |
| 2007    | Fase de grupos          | 8.º                     | 4                       | 0                       | 1                       | 3                       | 2                       | 8                       |
| 2011    | No clasificó            | No clasificó            | No clasificó            | No clasificó            | No clasificó            | No clasificó            | No clasificó            | No clasificó            |
| 2015    | No clasificó            | No clasificó            | No clasificó            | No clasificó            | No clasificó            | No clasificó            | No clasificó            | No clasificó            |
| 2019    | Sexto lugar             | 6.º                     | 4                       | 0                       | 1                       | 3                       | 3                       | 10                      |
| 2023    | No clasificó            | No clasificó            | No clasificó            | No clasificó            | No clasificó            | No clasificó            | No clasificó            | No clasificó            |
| 2027    | Por disputarse          | Por disputarse          | Por disputarse          | Por disputarse          | Por disputarse          | Por disputarse          | Por disputarse          | Por disputarse          |
| Total   | 2/7                     | 14.º                    | 8                       | 0                       | 2                       | 6                       | 5                       | 18                      |